# Urząd Bornhöved
Urząd Bornhöved (niem. Amt Bornhöved) – urząd w Niemczech w kraju związkowym Szlezwik-Holsztyn, w powiecie Segeberg. Siedziba urzędu znajduje się w miejscowości Trappenkamp.
W skład urzędu wchodzi osiem gmin:
1. Bornhöved
2. Damsdorf
3. Gönnebek
4. Schmalensee
5. Stocksee
6. Tarbek
7. Tensfeld
8. Trappenkamp